# Kukla (Malé Karpaty)
Kukla (564 m n. m.) je výrazný samostatný vrchol v Malých Karpatech nad obcí Dubová v okrese Pezinok v Bratislavském kraji, 6 km severně od Modry. 
Vrch je zalesněný, nachází se zde typický malokarpatský dubovo-bukový porost. Vrcholový hřeben je úzký, protáhlý, na malé vrcholové plošině je vybudována turistická rozhledna . Na západní straně 25 m bralo Čertove zuby, vhodné i na cvičné lezení. Na jižním úpatí se nachází chatové středisko a rekreační tábor Fúgelka.
K vrchu se váže pověst o vzniku hradu Červený Kameň.

## Turistika

### Přístup
- modře značenou turistickou trasou z Dubové, přes chatu Fúgelka na vrch Kukla a dále na rozcestí Tri kopce a cestu na Zochovu chatu.
  -  žlutě značenou trasou z hradu Červený Kameň, přes obec Pila na rozcestí s modrou, dále po modré na vrch Kukla. Ze Zochovej chaty na rozcestí Tri kopce a dále po modré na vrch Kukla.
  -  zeleně značenou turistickou trasou z Modry - Harmonie na rozcestí Tri kopce, dále po modré

Výstup je nenáročný, vhodný i na vycházky s dětmi.

### Rozhledna
Na úzkém vrcholu stojí 12 m vysoká dřevěná rozhledna, vybudovaná v roce 2007 na místě starší rozhledny. Pěkný panoramatický výhled na celé Pezinské Karpaty, hrad Červený Kameň, za dobré viditelnosti i na vzdálenější pohoří. Na vrcholu se kromě rozhledny nachází také ohniště s lavičkami.

## Fotogalerie

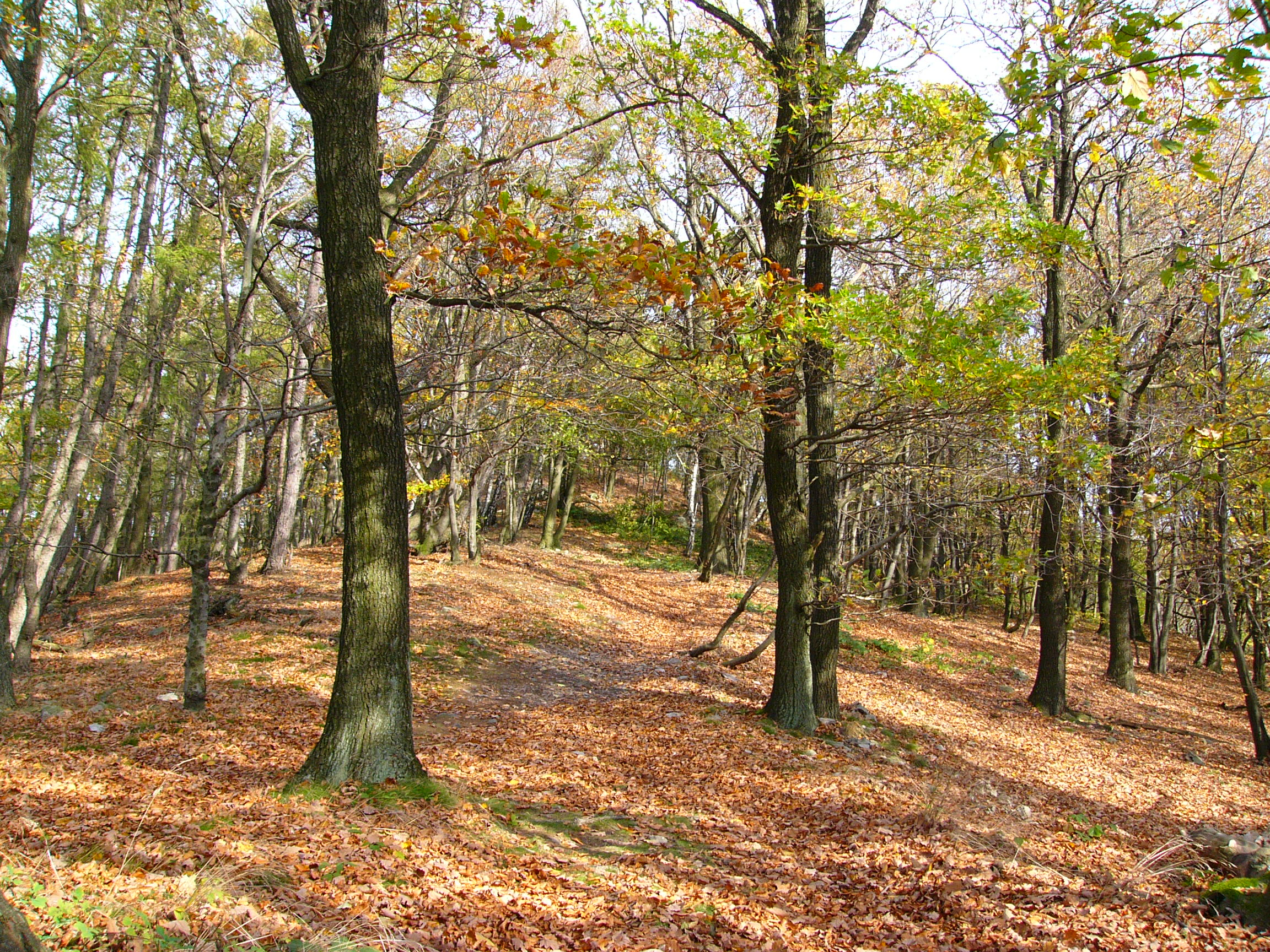
Podzimní les na hřebeni
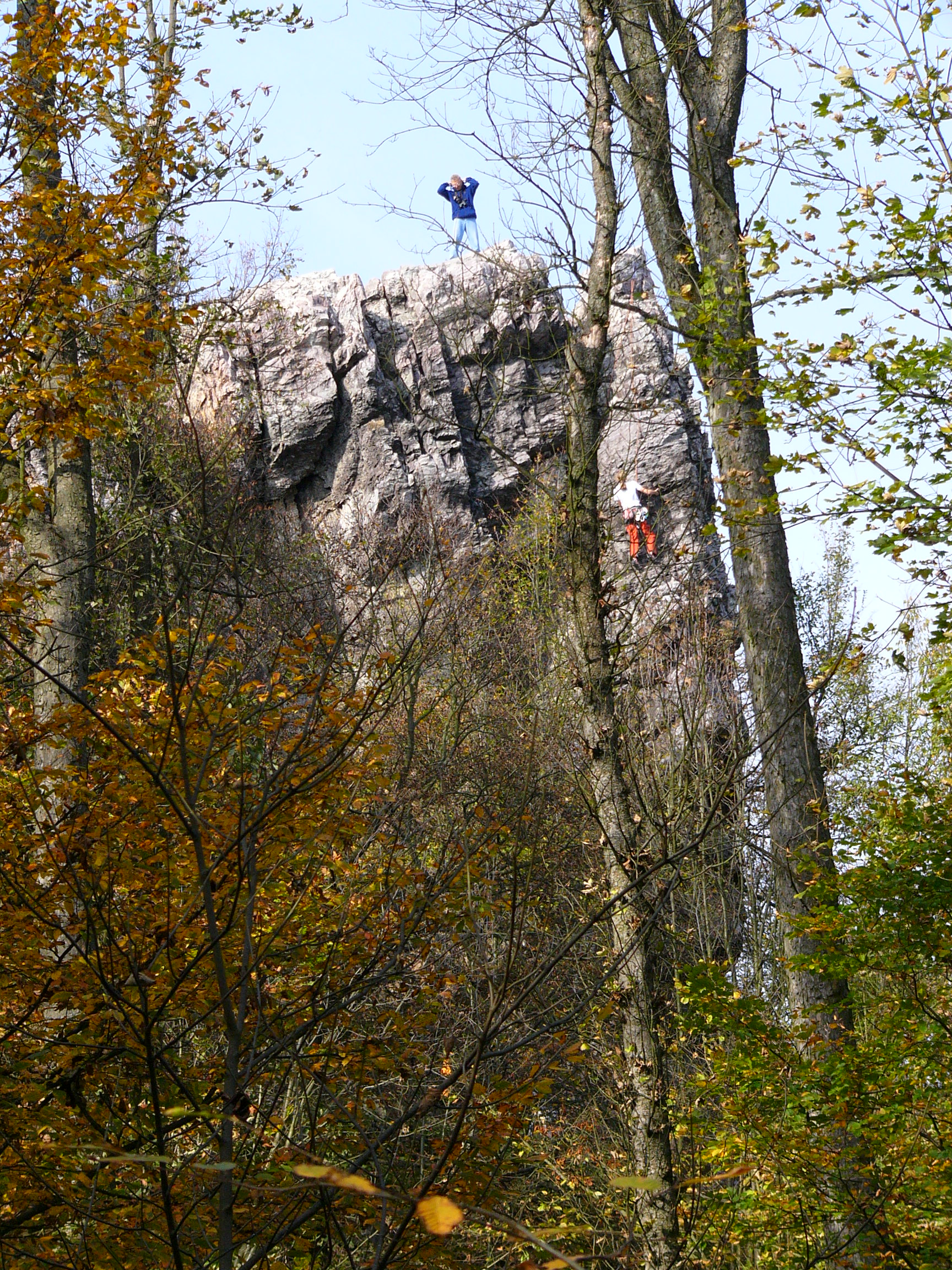
Bradlo Čertovy zuby na západním svahu
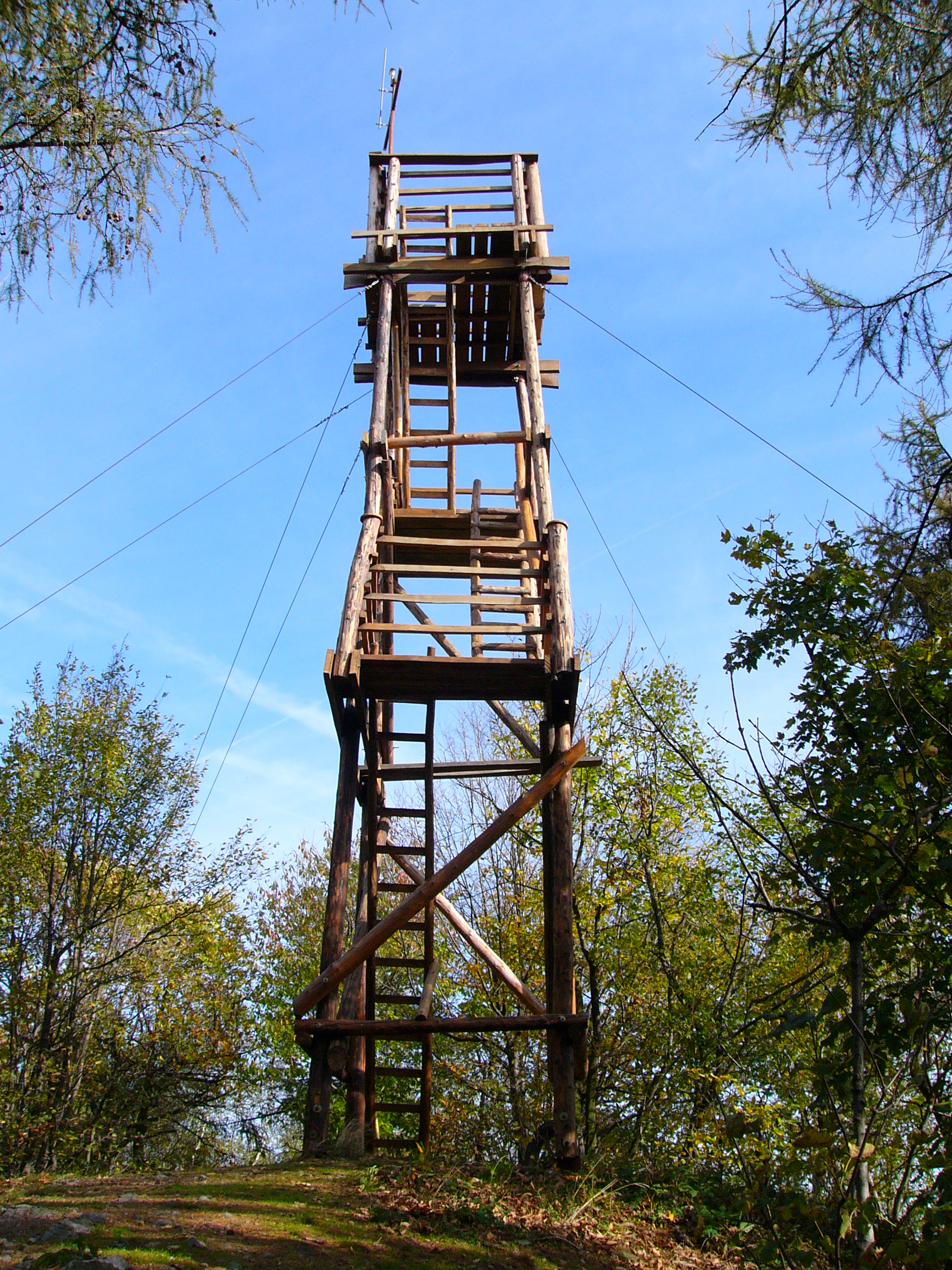
Rozhledna na vrcholu
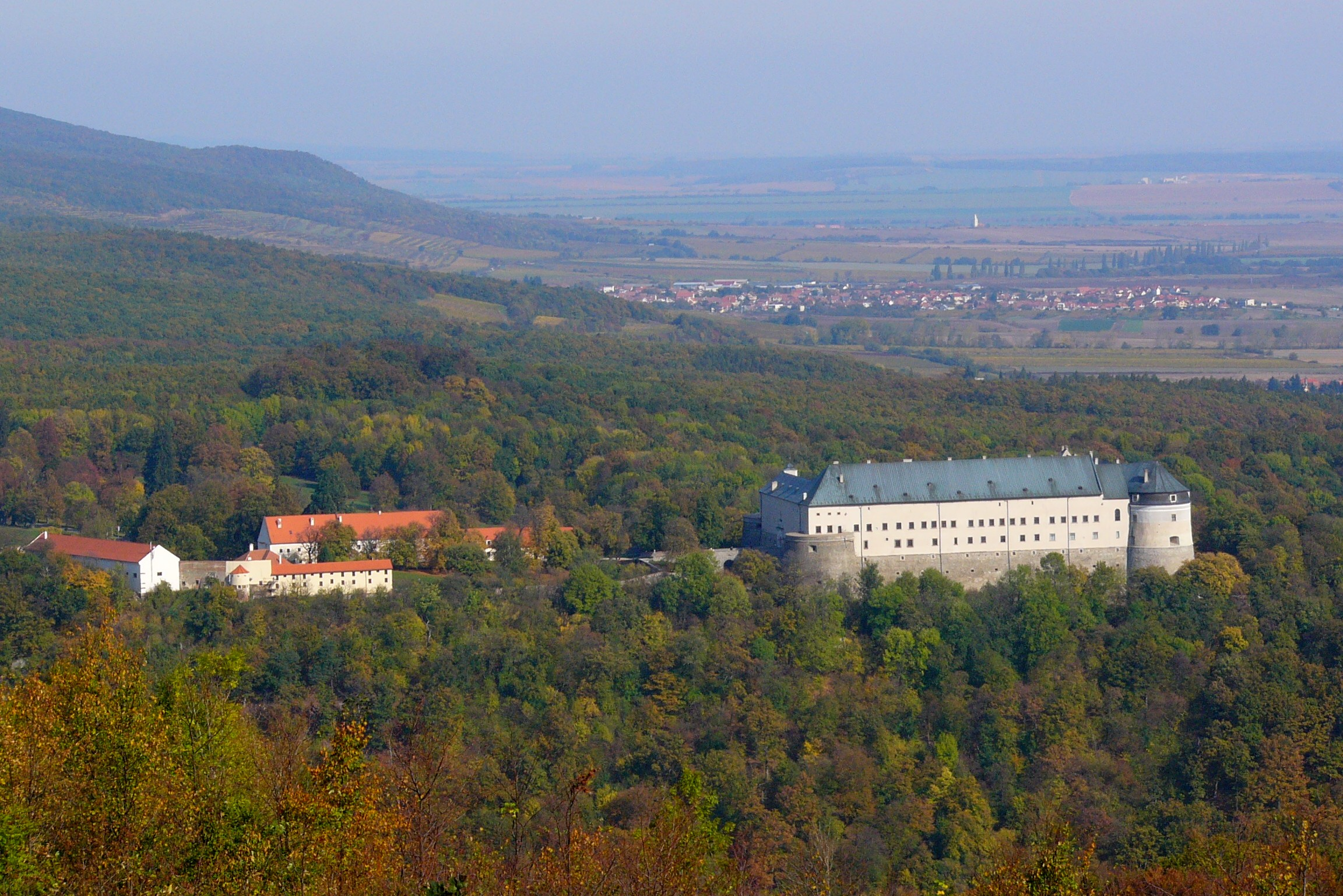
Výhled na hrad Červený Kámen s předhradím, v pozadí Doľany